# Minarete de Kėdainiai
El minarete de Kėdainiai (en lituano: Kėdainių minaretas) es el único minarete construido en solitario en Lituania. Se encuentra ubicado en la ciudad de Kėdainiai, en el parque de la ciudad, entre la estación de tren de Kėdainiai y el río Dotnuvėlė.
El minarete fue construido en 1880 por el general ruso Eduard Totleben, que era dueño de la Mansión Kėdainiai. Él construyó el minarete como un monumento a la guerra ruso-turca en la que había luchado. La leyenda local dice también que construyó el monumento por su amante turca.